# Őrffy László
Őrffy László Károly Medárd (Budapest, 1926. június 8. – Zalaegerszeg, 1992. november 25.) agrármérnök, agrokémikus, növénynemesítő.

## Életútja
Őrffy Imre ügyvéd és Magyar Vilma gyermekeként született. Anyai nagyapja Magyar Károly, Veszprém vármegye volt főispánja, az állattörzskönyvezés úttörője. Apai nagyapja id. Őrffy Lajos a Szekszárdi Takarékpénztár volt elnök-igazgatója. Sógora, Reményi Sándor operaénekes volt.
Gimnáziumi tanulmányait a budapesti Ferenc József Intézetben kezdte meg. 1943-tól a Keszthelyi Georgikon Mezőgazdasági Főiskola hallgatója, melyet a háború miatt megszakítással 1947-ben fejezett be.

## Munkássága
1947–1956-között a Bárdibükki Állami Gazdaságnál, 1957–1964 között a Lovászpatonai Állami Gazdaságnál dolgozott.
Rozs- és árpanemesítéssel kapcsolatos cikkei 1957-től folyamatosan jelentek meg. 1964-től nyugdíjazásáig a keszthelyi NEVIKI-nél dolgozott.
1974-ben a Mezőgazdasági Múzeum felkérésére "Dr. Magyar Károly és a kamondi gazdaság" címmel elkészítette néhai nagyapja Magyar Károly munkásságát és gazdálkodását felölelő tanulmányát, mely a  Mezőgazdasági Múzeum kiadásában jelent meg.

## Publikációi
Rozsnemesítés:
- Őrffy László: A rezisztencia-nemesítés  tapasztalatai a rozs barnarozsdájával szemben. In: Agrártudományi Közlemények 27, 1968. – p. 485-491. (Az előadás elhangzott a Növénynemesítési Tanácskozáson 1968. április 18-án).
- Őrffy László: A Lovászpatonán megindult rozsnemesítés irányai, tapasztalatai és jelenlegi céljai. In: Agrártudományi Közlemények 30, 1971. – p. 197-204. (Az előadás elhangzott a Növénynemesítési Tanácskozáson 1971. március 4-én.)
- Őrffy László: A betegség-ellenállóságra  nemesítés kilátásai – A rozsdával szembeni rezisztenciára nemesítés. In: A gabonatermesztési és nemesítési- kutatás eredményei és a gyakorlat. Szerk. Lelley János. Mezőgazdasági kiadó, Budapest, 1971. – p. 108-111.
- Őrffy László: A rozs termésbiztonságának vizsgálata, figyelemmel a barnarozsda (Puccinia dispersa Erikiss.)kártételére és a rezisztenciára-nemesítési lehetőségekre, 1978.
- Őrffy László: Neuere Ergebnisse zur Prüfung der Resistenz des Roggens gegenüber Braunrost / Puccinia dispersa/. Papers of Internat. Rye Conference. Poznan Part 1. V. 1-9.

Műtrágyázás:
- (Társszerz.: Szerencsés Károly – Demény Antal): Nitrogénműtrágya tapadásmentesítési kísérletek. – 41-46. l. In: Műtrágyázás / [szerzők André János et al.]. 1976, Veszprém, 132 p. illusztrált
- Folyékony műtrágyák felhasználásával kapcsolatos kísérletek. – 415-421. l. In: XX. Georgikon napok Keszthelyen. "Az iparszerű növénytermelés trágyázási rendszere" címmel, 1978. augusztus 22-23-24-én a hallei Luther Márton Egyetem, a nyitrai Mezőgazdasági Főiskola és az Agrártudományi Egyetem, Keszthely közös szervezésében. Szerkesztette Kótun Károlyné. Keszthely, 1979, Agrártud. Egy.,  426 p., illusztrált
- A mezőgazdaság kemizálása 1979.(I.), Ankét, Keszthely
- Műtrágyázás, talajjavító és kondicionáló szerek, korrózió elleni védelem / [szerzők Balogh István et al.]. 1979 [Veszprém], Veszprém m. Ny. 274 p. c. kiadványban:

- A Nehézvegyipari Kutató Intézet mezőgazdasági kemizálási szolgálatának tevékenysége a folyékony műtrágyákkal kapcsolatos kutatásban. – 51-55. p.
- (Társszerz.: Kolláth Ferenc – Kulcsár Miklós): Szuszpenziós NPK-műtrágyák előállítása. – 47-50. p.

- Műtrágyák, talajjavító és kondicionáló szerek / [előadó Gyovai Pál et al.]. 1980, cop. 1979 Veszprém, 223 p. című illusztrált kiadványban:

- Oldat és szuszpenziós műtrágyákkal végrehajtott kísérleteink 1978. évi eredményei. – 27-36. l.

- A mezőgazdaság kemizálása 1981. (I-II.), Ankét, Keszthely
- Plenáris előadások, műtrágyák, talajjavító és kondicionáló szerek. [szerzők Balogh István et al.]. 1982, 244 p. című kiadványban:

- (Társszerz.: Kolláth Ferenc – Csiszár Lajos): Kloridmentes szuszpenziók előállítása. – p. 106-109.
- A NEVIKI modellüzemében előállított NPK-szuszpenziókra alapozott folyékony műtrágyázási rendszer nagyüzemi megvalósítása. – p. 102-105.
- Karbamid-ammónium-nitrát oldatműtrágya felhasználásának újabb lehetősége burgonyán. – p. 83-86.
- (Társszerz.: Kolláth Ferenc – Bésán Jánosné – Péntek István – Kövecses József): Ipari hulladékok felhasználása szuszpenziós műtrágyák előállítására. – p. 77-82.
- (Társszerz.: Kovács Károly – Varga Zoltán – Feil József – Markó András): Folyékony műtrágyák táblaszintű alkalmazásának üzemi tapasztalatai. – p. 73-76.

- A Műtrágyák, talajjavító és kondicionáló szerek / [szerzők Bakonyi Károly et al.]. 1984. 184 p. című kiadványban:

- Őszi búza kisparcellás szilárd és oldatos fejtrágyázási kísérletek 1982. évi eredményei. – p. 33-36.
- A NEVIKI módszerével és üzemében a helyszínen előállított NPK-szuszpenziók kedvező hasznosulása mezőgazdasági nagyüzemben. – p. 29-32.
- Csiszár Lajos – Kolláth Ferenc – Őrffy László – Szőnyeg János: Mezőgazdasági üzembe telepített szuszpenziósműtrágya-keverő blokk. – p. 25-28.
- (Társszerz.: Kolláth Ferenc – Maier Ferenc – Schneider János): Fenntartó meszezésre alkalmas szuszpenziós nitrogén-kalcium műtrágya. – p. 22-24.
- (Társszerz.: Drotár András – Rajos Ede – Kolláth Ferenc – Gergely Sándor):  AGROBER-NEVIKI-IKR folyékony műtrágyázási technológiai rendszer. – p. 19-21.
- (Társszerz.: Bésán Jánosné – Csiszár Lajos – Kolláth Ferenc – Hamar Emil): Borsodnádasdi ipari szennyvíziszappal stabilizált szuszpenziók. – p. 16-18.

- A Műtrágyák, talajjavító és kondicionáló szerek, korrózió elleni védelem / [szerzők Adányi József et al.]. A mezőgazdaság kemizálása. Keszthely 1984. NEVIKI. Keszthely, 1984, 277 p. című kiadványban:

- Nitrosol-28 nitrogén-oldatműtrágya és herbicidek, valamint fungicid egyesített kijuttatásának újabb kísérleti eredményei búzán. – p. 234-240.
- Nitrosol-28 UAN-oldatműtrágya és peszticidek egymenetes kijuttatásának újabb kísérleti eredményei kapás növénykultúrákban. – p. 223-233.
- A NEVIKI szuszpenzióra alapozott nagyüzemi folyékony műtrágyázási technológia eredményessége. – p. 219-222.
- Oldattrágya és különböző peszticidek együttes kijuttatásának vizsgálatára 1982-ben végrehajtott kisparcellás kísérleteink eredményei. – p. 41-44.

- A Növényvédelem, műtrágyázás, korrózióvédelem = Plant protection, feltirizers corrosion preventing weoks = Zašita rastenij, vnesenie mineralʹnyh udobrenij, zašita ot korrozii / [szerzők Berecz József et al.]. cop. 1985. 429 p.  ill. című kiadványban:

- Művelőnyomos technológia alkalmazástechnikai vizsgálata búza kemizálásában. – p. 274-278.
- Nitrosol-28 UAN-oldatműtrágya és újabb hebricidek egymenetes kijuttatásának 1984. évi kísérleti eredményei kapás növénykultúrákban. – p. 265-273.
- Nitrisol-28 UAN-oldatműtrágya és újabb postemergens hebricidek, valamint fungicid egyesített kijuttatásának 1984. évi kísérleti eredményei búzán. – p. 260-264
- A Nitrosol-28 UAN-oldatműtrágya és preemergens hebricidek, valamint fungicid együttes kijuttatásának 1984. évi kísérleti eredményei búzán. – p. 254-259.

- Folyékony műtrágyák 1987. (Szerk. Karlinger János) Mezőgazdasági kiadó, Budapest – p. 180. kiadványban:

- Egyes növényfajok specifikus érzékenységi stádiumai – p.105.
- Az UAN-oldat hatásának összehasonlítása szilárd N-műtrágyák hatásával – p. 121-122.
- A szuszpenziók és az UAN-oldat hatásának összehasonlítása a szilárd műtrágyák hatásával – p. 123-124.
- Az UAN-oldat és egyes növényvédő szerek fizikai keverhetőségének vizsgálata – p. 125.
- Kisparcellás kísérletek eredményei :

- Búza – p. 126-129.
- Kukorica – p.130-131.
- Cukorrépa – p. 132.
- Burgonya – p. 133.

- Nagyüzemi kísérletek, összehasonlítások – p. 134-136.

- N-Serve készítménnyel kombináltan alkalmazott Hidronit 30 oldatműtrágya hatékonysága őszi búza alaptrágyázásában. – p. 22-26. In.: Blaske Z-né (Szerk.): Műtrágyázás, korrózióvédelem, növényvédelem=Fertilizers, corrosion preventing work, plant protection.  A mezőgazdaság kemizálása XVII. NEVIKI, Keszthely. 1987. ISBN 9638101423